# Daniyar İsmayilov
Daniyar İsmayilov (em turcomeno:  Daniýar Ismailow; 3 de fevereiro de 1992, em Türkmenabat) é um halterofilista turco de origem turcomena, medalhista olímpico. 

## Carreira
Daniyar Ismayilov representou o Turcomenistão nos Jogos de Londres 2012, terminando em 12º lugar na categoria até 69 kg.
İsmayilov competiu na Rio 2016 pela bandeira turca, na qual conquistou a medalha de prata na categoria até 69 kg.
Ele foi suspenso provisoriamente depois de testar positivo para uma substância proibida no Campeonato Europeu de 2021.

## Quadro de resultados
| Ano                                    | Lugar                                                | Categoria       | Marca (kg) / pos. | Marca (kg) / pos. | Marca (kg) / pos. |
| Ano                                    | Lugar                                                | Categoria       | Arranque          | Arremesso         | Total             |
| Jogos Olímpicos                        | Jogos Olímpicos                                      | Jogos Olímpicos | Jogos Olímpicos   | Jogos Olímpicos   | Jogos Olímpicos   |
| -------------------------------------- | ---------------------------------------------------- | --------------- | ----------------- | ----------------- | ----------------- |
| 2012                                   | Londres, Inglaterra                                  | –69 kg          | 145 / 8           | 165 / 8           | 310 / 12          |
| 2016                                   | Rio de Janeiro, Brasil                               | –69 kg          | 163 / 1           | 188 / 2           | 351 /             |
| Campeonato Mundial                     |                                                      |                 |                   |                   |                   |
| 2011                                   | Paris, França                                        | –62 kg          | 127 / 10          | 151 / 18          | 278 / 13          |
| 2015                                   | Houston, Estados Unidos                              | –69 kg          | 160 /             | 183 / 6           | 343 /             |
| 2019                                   | Pattaya, Tailândia                                   | –67 kg          | 150 /             | 166 / 17          | 316 / 7           |
| Campeonato Europeu                     |                                                      |                 |                   |                   |                   |
| 2015                                   | Tbilisi, Geórgia                                     | –69 kg          | 156 /             | 181 /             | 320 /             |
| 2016                                   | Førde, Noruega                                       | –69 kg          | 155 /             | 178 /             | 333 /             |
| 2019                                   | Batumi, Geórgia                                      | –67 kg          | 147 /             | NM                | —                 |
| 2021                                   | Moscou, Rússia                                       | –73 kg          | 160 / DSQ         | 181 / DSQ         | 341 / DSQ         |
| Campeonato Mundial Júnior              |                                                      |                 |                   |                   |                   |
| 2011                                   | Penang, Malásia                                      | –62 kg          | 135 /             | 151 / 5           | 286 /             |
| 2012                                   | Antigua, Guatemala                                   | –69 kg          | 145 /             | 165 / 7           | 310 / 4           |
| Campeonato Mundial Juvenil             |                                                      |                 |                   |                   |                   |
| 2009                                   | Chiangmai, Tailândia                                 | –62 kg          | 105 / 8           | 130 / 8           | 235 / 9           |
| Jogos Islâmicos da Solidariedade       |                                                      |                 |                   |                   |                   |
| 2017                                   | Baku, Azerbaijão                                     | –69 kg          | 151 /             | 172 / 5           | 323 /             |
| International Solidarity Championships |                                                      |                 |                   |                   |                   |
| 2020                                   | Tasquente, Uzbequistão                               | –73 kg          | 157 /             | 187 /             | 344 /             |
| Jogos do Mediterrâneo                  |                                                      |                 |                   |                   |                   |
| 2018                                   | Constantí, Espanha                                   | –69 kg          | 152 /             | 179 /             | 331 /             |
| ISSF Championships                     |                                                      |                 |                   |                   |                   |
| 2015                                   | Antália, Turquia                                     | –77 kg          | 154 /             | 176 /             | 320 /             |
| Campeonato Asiático Júnior             |                                                      |                 |                   |                   |                   |
| 2010                                   | Tasquente, Uzbequistão                               | –62 kg          | 118 /             | 130 / 5           | 248 /             |
| Campeonato Asiático Júnior Interclubes |                                                      |                 |                   |                   |                   |
| 2011                                   | Tasquente, Uzbequistão                               | –69 kg          | 130 /             | 152 /             | 282 /             |
| Outras                                 |                                                      |                 |                   |                   |                   |
| 2019                                   | Teerã, Irã 4th International Fajr Cup                | –73 kg          | 154 /             | NM                | —                 |
| 2019                                   | Serravalle, San Marino 12th Mediterranean Cup        | –73 kg          | 154 /             | 181 /             | 335 /             |
| 2019                                   | Gaziantep, Turquia Int. Naim Süleymanoğlu Tournament | –73 kg          | 157 /             | 190 /             | 347 /             |
| 2019                                   | Doha, Catar 6th Qatar International Cup              | –73 kg          | 156 /             | 188 /             | 344 /             |